# Composizioni di Arnold Schönberg

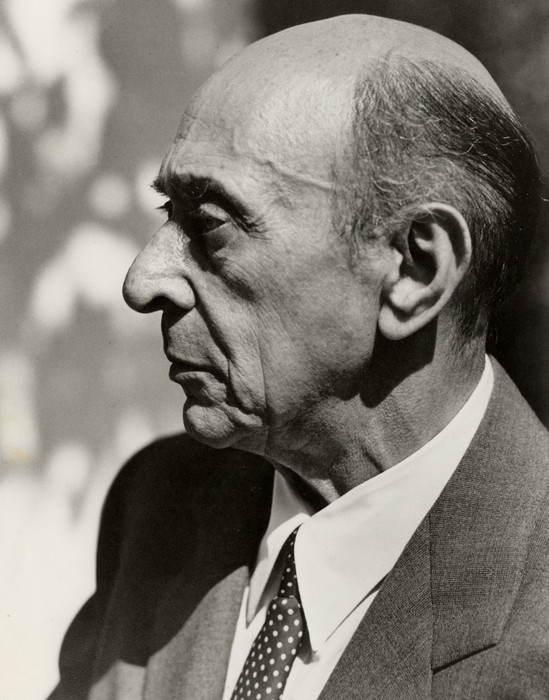
Schönberg nel 1948.

Lista delle composizioni di Arnold Schönberg (1874-1951), ordinate per genere. Schönberg fu essenzialmente un autodidatta (prese lezioni di contrappunto dal cognato Zemlinsky e solo a 23 anni iniziò a scrivere le prime composizioni), ma la sua produzione musicale fu abbondante.

## Teatro

### Opere
1. Erwartung (L'aspettativa) op. 17, libretto di M. Pappenheim, composto nel 1909; 1a rappr.: Praga 1924
2. Die glückliche Hand (La mano felice), libretto proprio, 1908-13;Vienna 1924
3. Von Heute auf Morgen (Da oggi a domani), M. Blonda, 1928-29; Francoforte s. M.1930
4. Moses und Aron (Mosè e Aronne), libretto proprio, 1930-32, solo atti I e II; Zurigo 1957
5. Und Pippa tanzt, frammento (da Gerhard Hauptmann, 1908 circa)

## Musica vocale

### Oratorio
- Die Jacobsleiter (1915-17, incompiuto)

### Per coro a cappella
- Friede auf Erden di C. F. Meyer op. 13 (1907)
- Der deutsche Michel (Ein Schlachtlied von O. Kernstock) (1916-17)
- 6 Pezzi per coro maschile su testo proprio op.35 (1929-30)
- 3 Volkslieder su testi popolari dei secc. XV-XVI op.49 (1948)
- Dreimal tausend Jahre (di D. D. Runes) op.50a (1949)
- De profundis. Salmo CXXX op.50b (1950)

### Per voce e pianoforte
- 2 Gesänge op.1 di K. von Levetzov (1897 e 1898)
- 4 Lieder op.2 (1899) n. 1,2,3 di R. Dehmel; n. 4 di J. Schlaf
- 6 Lieder (di anonimo, G. Keller, R. Dehmel, J. P. Jacobsen, G. Keller, H. Ling) op.3 (1899-1903)
- 8 Lieder (di J. Hart, R. Dehmel, P. Remer, H. Conradi, G. Keller, J. H. MacKay, K. Aram, F. Nietzsche) op.6 (1903-05)
- 2 Balladen (di V. Klemperer e di H. Amman) op.12 (1907)
- 2 Lieder (di St. George e di G. Henkel) op.14 (1907 - 1908)
- 15 Gedichte aus Das Buch der hängenden Gärten von St. George op.15 (1908-09)
- 4 pezzi su testo proprio e da Die chinesische Flöte per coro, mandolino, chitarra, clarinetto, violino e violoncello op.27 (1925)
- 3 Satiren su testo proprio op.28 per coro, archi e pianoforte (1925-26)
- 3 Lieder (di J. Haringer) op.48 (1933)
- 30 Canoni vocali e strumentali (1905-49)

### Per voce e orchestra
1. 6 Lieder per voce sola op. 8 ("Natur" di H. Hart; "Das Wappenschild" e "Sehnsucht" da Des Knaben Wunderhorn; "Nie ward' ich Herrin müd'", "Voll jener Süße" e "Wenn Vöglein klagen" di Petrarca, 1904)
2. Gurrelieder di J. P. Jacobsen per soli, voce recitante, 3 cori maschili, coro misto (1900 - 1911)
3. Friede auf Erden di C. F. Meyer per coro e orchestra op.13 (strumentazione, 1911)
4. Lied der Waldtaube da Gurrelieder, trascritto per voce e orchestra da camera (1922)
5. 4 Lieder per voce op.22 ("Alle, welche dich suchen", "Mach mich Wächter deiner Weiten" e "Vorgefühl" di R. M. Rilke, "Seraphita" di E. Dowson, 1913 - 1916)
6. Kol Nidre su testo biblico, per voce recitante e coro op.39 (1938)
7. Prelude per coro e orchestra op.44 (1945)
8. Un sopravvissuto di Varsavia "A survivor from Warsaw" su testo proprio, per voce recitante e coro op.46 (1947)
9. Moderner Psalm su testo proprio, per voce recitante e coro op.50c (1950, incomp.)

### Per voce e complesso da camera
1. Herzgewächse (di M. Maeterlinck), per soprano, arpa, celesta e armonio, op. 20 (1911)
2. Pierrot Lunaire (di A. Giraud), per Sprechstimme femm., pianoforte, flauto (anche ottavino), clarinetto (anche clarinetto basso), violino (anche viola) e violoncello, op. 21 (1912)
3. Serenata op. 24 per baritono e strumenti (1921-1923)
4. Ode per Napoleone Bonaparte (di Byron), per recitante, pianoforte e quartetto d'archi op.41 (1942) e trascrizione per recitante, pianoforte e orchestra d'archi op. 41 b (1943)

## Musica strumentale

### Per orchestra sinfonica
1. Pelleas und Melisande, poema sinfonico op. 5 (1903)
2. Verklärte Nacht op.4, versione per orchestra d'archi (1917, revisione 1943)
3. 5 Pezzi op.16 (1909, trascrizione per orchestra da camera 1922)
4. Variazioni op.31 per orchestra (1926 - 1928), diretto da Wilhelm Furtwängler nella Singakademie (Unter den Linden) di Berlino
5. Begleitungsmusik  zu einer Lichtspielszene op. 34 (1929 - 1930)
6. Suite in sol per archi (1934)
7. Tema e variazioni, trascrizione per orchestra op.43b (1943)
8. Serenade per piccola orchestra, frammento (1896)
9. Frühlingstod (da Nikolaus Lenau) per grande orchestra, frammento (1898)
10. Inizio di una sinfonia in sol minore (1900)
11. Inizio e schizzi per una passacaglia (1920)
12. Abbozzi per una sinfonia in 4 movimenti (1937)
13. Inizio per una composizione per grande orchestra (1941)
14. Inizio di un lavoro orchestrale (1946)
15. Inizio di un lavoro orchestrale (1948)
16. Walzer per archi, frammento
17. Inizio di una composizione per orchestra senza titolo, frammento
18. Marcia per archi, frammento

### Per banda
1. Tema e variazioni op.43a (1943)
2. Fanfara, frammento

### Per orchestra da camera
1. Kammersymphonie n. 1 in mi maggiore per 15 strumenti op. 9 (1906; trascrizione per orchestra 1935, op. 9 b)
2. Kammersymphonie n. 2 op. 38 (1906 - 1939)

### Per strumento solista e orchestra
1. Concerto per violino op.36 (1934-36)
2. Concerto per pianoforte op.42 (1942)
3. abbozzi per 2 concerti per violino (1927 e 1928)
4. Frammento di un concerto per pianoforte (1933)

### Musica da camera
1. Verklärte Nacht per sestetto d'archi Op.4 (1899)
2. Primo quartetto d'archi in re minore Op.7 (1904-05)
3. Secondo quartetto per archi con voce femminile Op.10 (1907-08)
4. Quintetto per fiati Op.26 (1924)
5. Suite per sette strumenti Op.29 (1924-26)
6. Terzo quartetto per archi Op.30 (1927)
7. Quarto quartetto per archi Op.37 (1936)
8. Ode a Napoleone Buonaparte su testo di Byron per voce recitante e quartetto d'archi Op.41 (1942)
9. Trio per archi Op.45 (1946)
10. Fantasia per violino e pianoforte Op.47 (1949)

### Musica per pianoforte
1. Tre pezzi per pianoforte op.11
2. Sei piccoli pezzi per pianoforte op.19
3. Cinque pezzi per pianoforte op.23
4. Suite per pianoforte op.25
5. Pezzo per pianoforte op.33a
6. Pezzo per pianoforte op.33b